# Liste bahrainischer Auslandsvertretungen

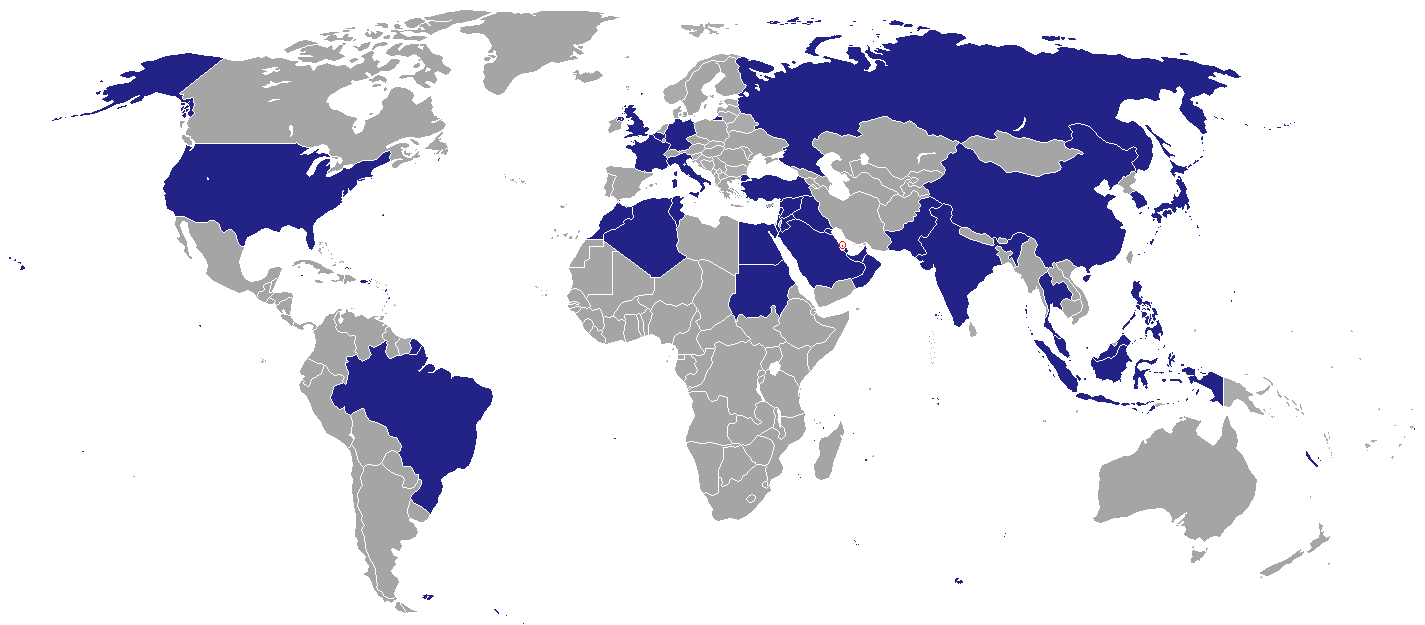
Standorte der diplomatischen Vertretungen von Bahrain

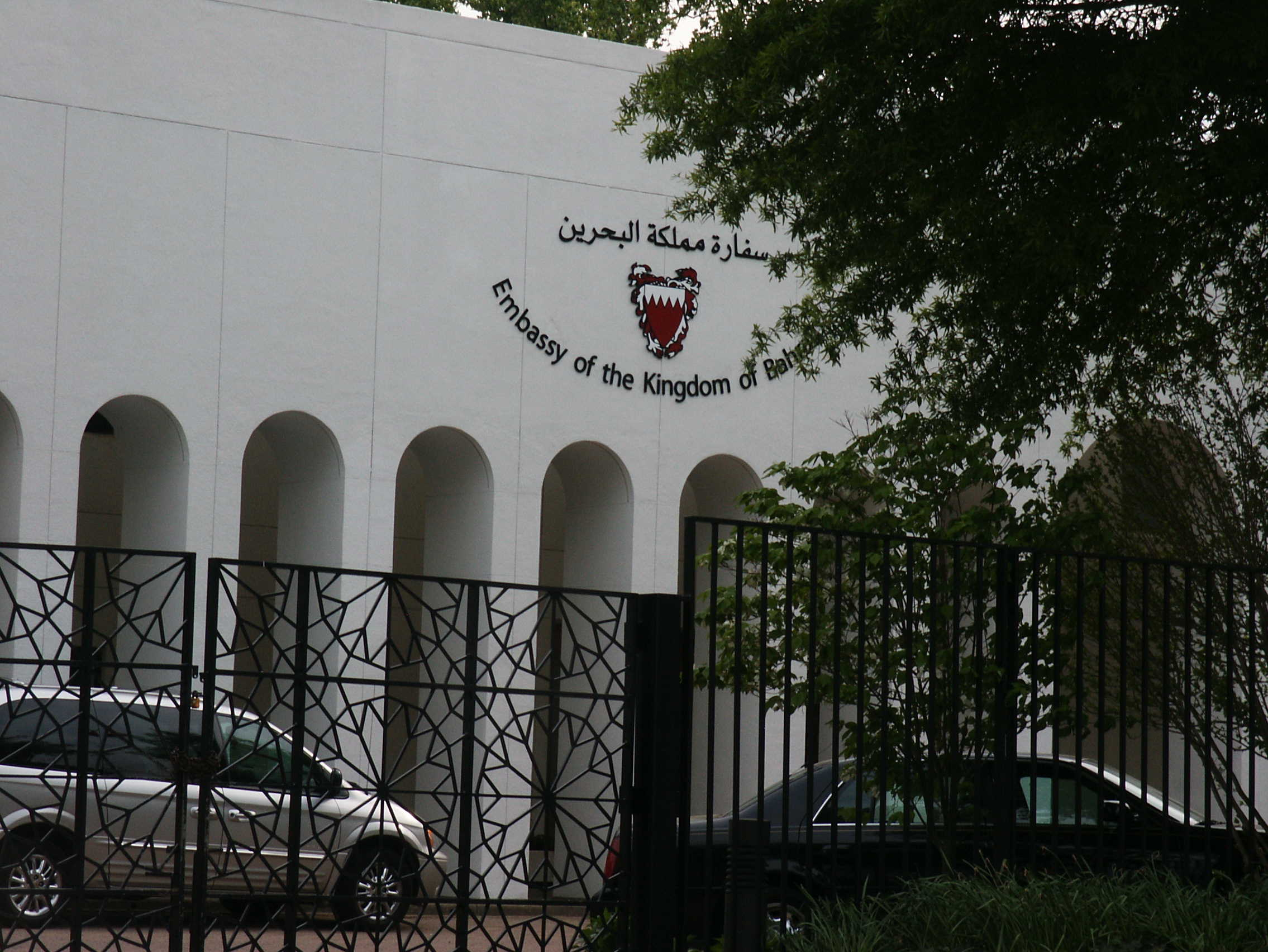
Bahrainische Botschaft in Washington, D.C.

Diese Liste enthält die Bahrainischen Auslandsvertretungen bei anderen Staaten und bei internationalen Organisationen. Honorarkonsulate wurden nicht aufgenommen.

## Europa
- Belgien
  - Brüssel (Botschaft)
- Deutschland
  - Berlin (Botschaft)
- Frankreich
  - Paris (Botschaft)
- Russland
  - Moskau (Botschaft)
- Vereinigtes Königreich
  - London (Botschaft)

## Nordamerika
- Vereinigte Staaten
  - Washington, D.C. (Botschaft)

## Naher Osten
- Irak
  - Bagdad (Botschaft)
  - Nadschaf (Generalkonsulat)
- Jordanien
  - Amman (Botschaft)
- Katar
  - Doha (Botschaft)
- Kuwait
  - Kuwait (Botschaft)
- Oman
  - Maskat (Botschaft)
- Saudi-Arabien
  - Riad (Botschaft)
  - Dschidda (Generalkonsulat)
- Türkei
  - Ankara (Botschaft)
- Vereinigte Arabische Emirate
  - Abu Dhabi (Botschaft)

## Afrika
- Algerien
  - Algier (Botschaft)
- Ägypten
  - Kairo (Botschaft)
- Marokko
  - Rabat (Botschaft)
- Sudan
  - Khartum (Botschaft)
- Tunesien
  - Tunis (Botschaft)

## Asien
- Volksrepublik China
  - Peking (Botschaft)
  -  Hongkong (Generalkonsulat)
- Indien
  - Neu-Delhi (Botschaft)
  - Mumbai (Generalkonsulat)
- Indonesien
  - Jakarta (Botschaft)
- Japan
  - Tokio (Botschaft)
- Malaysia
  - Kuala Lumpur (Botschaft)
- Pakistan
  - Islamabad (Botschaft)
  - Karatschi (Generalkonsulat)
- Thailand
  - Bangkok (Botschaft)

## Ständige Vertretungen bei internationalen Organisationen
- Brüssel: Europäische Union
- Kairo: Arabische Liga
- Genf: UNO und andere Organisationen
- New York: UNO
- Paris: UNESCO